# Eisdorf
Eisdorf è una frazione della città tedesca di Bad Grund (Harz).

## Storia
Il 1º marzo 2013 il comune di Eisdorf venne aggregato alla città di Bad Grund (Harz).